# Люлка
 Тази статия е за игралното съоръжение.  За селото в Южна България вижте Люлка (село).  
Люлка е съоръжение, ползвано на детските площадки за игра, в цирка, в домашна обстановка (обикновено на двора) и в различни други сфери, предназначено най-вече за забава, отмора и развлечение. Работи на принципа на махалото - след като веднъж се приведе в движение, продължава да осцилира, докато съпротивлението на въздуха или друга външна сила не забавят движението.
Съществуват различни начини за прикрепяне към околната среда на основната част на люлката, но обикновено тя е седалка, закачена на по-високо място, така че да виси винаги поне половин метър над земята. Относително ниското поставяне позволява употребата й, като вид играчка. Люлките от този вид, предназначени за малки деца представляват по-скоро кутии с дупки за краката и се закачат с метални вериги. Люлките за по-големи деца представляват правоъгълно парче дърво или синтетичен материал като пластмаса, закачено с въжета или вериги. Окачването е към напречна греда или клон на дърво. Акробатите ползват люлки в цирка, а мазачите използват такива при боядисване и поправка на по-високи сгради. Особен вид люлка, характерна отначало за Централна Америка е хамакът.
Друг тип люлка може да бъде люлеещото се детско креватче, използвано главно за приспиване и бавене на бебета. В тази връзка думата може да се използва и в преносен смисъл със значение на място на създаване и на най-голямо развитие. Например люлка на Възраждането, люлка на цивилизацията.